# Ansan-dong
Ansan-dong (koreanska: 안산동) är en stadsdel i staden Ansan i provinsen Gyeonggi i den nordvästra delen av Sydkorea,  25 km söder om huvudstaden Seoul. Den ligger i stadsdistriktet Sangnok-gu, 6 kilometer nordöst om stadens centrum.